# بانوی مسخره
بانوی مسخره یا بانوی شوخ (به انگلیسی: Funny Lady) فیلمی محصول سال ۱۹۷۵ و به کارگردانی هربرت راس است. در این فیلم بازیگرانی همچون باربارا استرایسند، جیمز کان، رادی مک‌داول، بن ورین، کارول ولس، عمر شریف و لری گیتس ایفای نقش کرده‌اند.
این فیلم دنباله فیلم دختر مسخره است.